# Lapite (figlio di Apollo)
Lapite (in greco antico: Λαπίθης?, Lapithes) è un personaggio della mitologia greca. È l'eponimo del popolo dei Lapiti.

## Genealogia
Figlio di Apollo e di Stilbe, sposò Orsinome (figlia di Eurinome) con cui ebbe Forbante, Perifante e Diomeda.

## Mitologia
Si stabilì sulle rive del fiume Peneo ed è il capostipite dei Lapiti, il popolo che in seguito combatté contro i Centauri, tra l'altro figli e discendenti di suo fratello Centauro..
Al pari dei Mirmidoni e delle altre tribù che popolarono la Tessaglia la sua origine risale ad un'epoca pre-ellenica.